# Chile i olympiska vinterspelen 2014
Chile deltog i de Olympiska vinterspelen 2014 i Sotji i Ryssland med en trupp på 6 aktiva. Fanbärare av den chilenska truppen på invigningen i Sotjis Olympiastadion var Dominique Ohaco, som tävlade i freestyle.

## Alpint
| Atlet            | Gren                  | Åk 1    | Åk 1  | Åk 2    | Åk 2  | Totalt  | Totalt |
| Atlet            | Gren                  | Tid     | Plac. | Tid     | Plac. | Tid     | Plac.  |
| ---------------- | --------------------- | ------- | ----- | ------- | ----- | ------- | ------ |
| Eugenio Claro    | Herrarnas storslalom  |         |       |         |       |         |        |
| Eugenio Claro    | Herrarnas slalom      |         |       |         |       |         |        |
| Eugenio Claro    | Herrarnas super-G     | i.u.    | i.u.  | i.u.    | i.u.  |         |        |
| Henrik von Appen | Herrarnas kombination | 1.58,49 | 40    | 1.00,42 | 30    | 2.58,91 | 32     |
| Henrik von Appen | Herrarnas störtlopp   | i.u.    | i.u.  | i.u.    | i.u.  | 2.13,16 | 41     |
| Henrik von Appen | Herrarnas storslalom  |         |       |         |       |         |        |
| Henrik von Appen | Herrarnas slalom      |         |       |         |       |         |        |
| Henrik von Appen | Herrarnas super-G     | i.u.    | i.u.  | i.u.    | i.u.  |         |        |
| Noelle Barahona  | Damernas kombination  | DNF     | i.u.  | i.u.    | i.u.  | i.u.    | DNF    |
| Noelle Barahona  | Damernas störtlopp    | i.u.    | i.u.  | i.u.    | i.u.  | 1.49,70 | 34     |
| Noelle Barahona  | Damernas storslalom   |         |       |         |       |         |        |
| Noelle Barahona  | Damernas slalom       |         |       |         |       |         |        |
| Noelle Barahona  | Damernas super-G      | i.u.    | i.u.  | i.u.    | i.u.  |         |        |

## Längdskidåkning
Sprint
| Atlet              | Gren             | Kvalomgång | Kvalomgång | Kvartsfinal     | Kvartsfinal     | Semifinal       | Semifinal       | Final           | Final           | Slutplac. |
| Atlet              | Gren             | Tid        | Rank,      | Tid             | Rank.           | Tid             | Rank.           | Tid             | Rank.           | Slutplac. |
| ------------------ | ---------------- | ---------- | ---------- | --------------- | --------------- | --------------- | --------------- | --------------- | --------------- | --------- |
| Yonathan Fernandez | Herrarnas sprint | 4.58,63    | 84 U       | Gick ej vidare. | Gick ej vidare. | Gick ej vidare. | Gick ej vidare. | Gick ej vidare. | Gick ej vidare. | 84        |

## Freestyle
Ski-cross
QF = Kvalificerad för final
QS = Kvalificerad för semifinal
QK - Kvalificerad för kvartsfinal
QÅ - Kvalificerad för åttondelsfinal
U = Utslagen
| Atlet             | Gren               | Kvalomgång | Kvalomgång | Åttondelsfinal | Kvartsfinal | Semifinal | Final    | Final |
| Atlet             | Gren               | Tid        | Rankning   | Position       | Position    | Position  | Position | Plac. |
| ----------------- | ------------------ | ---------- | ---------- | -------------- | ----------- | --------- | -------- | ----- |
| Stephanie Joffroy | Damernas ski-cross |            |            |                |             |           |          |       |

Slopestyle
QF = Kvalificerad för final
U = Utslagen
| Atlet           | Gren                | Kvalomgång | Kvalomgång | Kvalomgång | Kvalomgång | Final           | Final           | Final           | Final |
| Atlet           | Gren                | Åk 1       | Åk 2       | Bästa res. | Rankning   | Åk 1            | Åk 2            | Bästa res.      | Plac. |
| --------------- | ------------------- | ---------- | ---------- | ---------- | ---------- | --------------- | --------------- | --------------- | ----- |
| Dominique Ohaco | Damernas slopestyle | 69.60      | 51.40      | 69.60      | 13 U       | Gick ej vidare. | Gick ej vidare. | Gick ej vidare. | 13    |